# Svarta sjön, Blekinge
Svarta sjön är en sjö i Olofströms kommun i Blekinge och ingår i Skräbeåns huvudavrinningsområde. Vid provfiske har abborre, gädda, mört och sutare fångats i sjön.